# The Oncologist
The Oncologist is een internationaal, aan collegiale toetsing onderworpen wetenschappelijk tijdschrift op het gebied van de oncologie. De naam wordt in literatuurverwijzingen meestal afgekort tot Oncologist. Het wordt uitgegeven door AlphaMed Press en verschijnt maandelijks.